# Bränntjärnen (Ramsele socken, Ångermanland)
Bränntjärnen är en sjö i Sollefteå kommun i Ångermanland och ingår i Ångermanälvens huvudavrinningsområde.